# キバラタイヨウチョウ
キバラタイヨウチョウ（黄腹太陽鳥、英: Olive-backed Sunbird、学名: Cinnyris jugularis）は、英名において Yellow-bellied Sunbird および Yellow-breasted Sunbird としても知られるタイヨウチョウ科に属する鳥類の1種であり、東南アジアからオーストラリアかけて生息する。本種の通称としては、フィリピンの "Tamsi" や、マレーシアの "Kelicap Pantai" などがある。

## 分布
ニコバル諸島やアンダマン諸島からインドシナ半島、マレー半島、中国南部および海南島、フィリピン、スンダ列島、ニューギニア、ビスマルク諸島、ソロモン諸島、オーストラリア北東部にかけて分布する。

## 形態
全長は約11.5cmで、おおよそ10cmから12cmの小型の鳥である。ほとんどの亜種は、雌雄とも下面は鮮やかな黄色で、背は鈍い褐色である。雄の成鳥は、額、喉、上胸が濃色で金属光沢のある暗青色となる。フィリピンのいくつかの亜種の雄は、胸に橙色の横帯を持ち、ワラセアおよびニューギニア島北部の一部の亜種は、下面が最も黒みを帯び、また、中国南部やベトナムに接して分布する雄の下面の多くは灰白色を帯びている。

## 生態

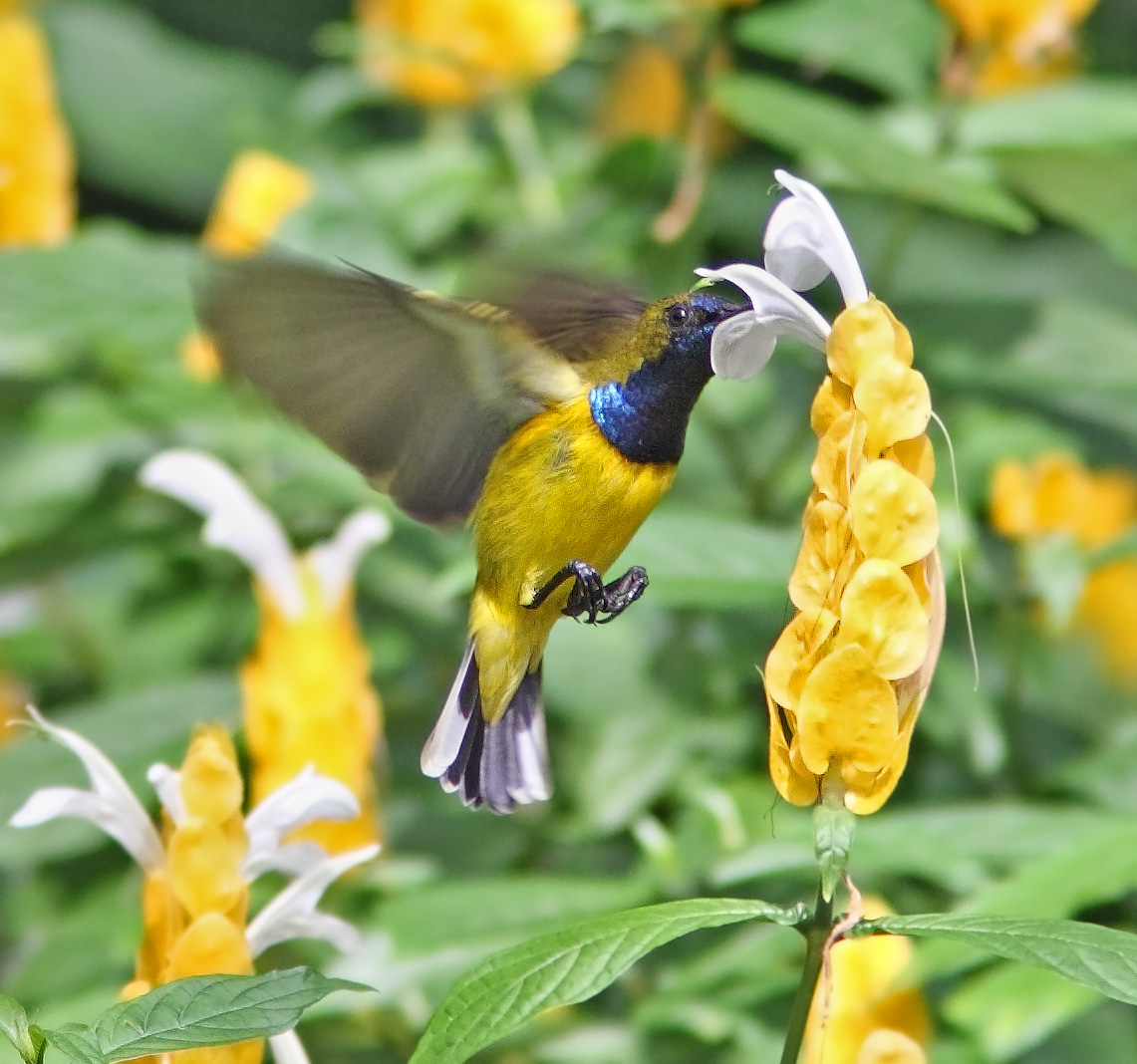
ホバリングして花蜜を採食する雄（シンガポール）

### 採食
タイヨウチョウ類は、雛への給餌においてはとりわけ昆虫も採るが、それ以外のほとんどは花蜜を餌とする旧世界のスズメ目の鳥類において極めて小さなグループである。それらは短い翼を高速かつ集中的に使って飛翔する。ほとんどの種が停空飛翔（ホバリング）により花蜜を採ることができるが、普段は採餌の時までよく枝にとまっている。

### 生息場所

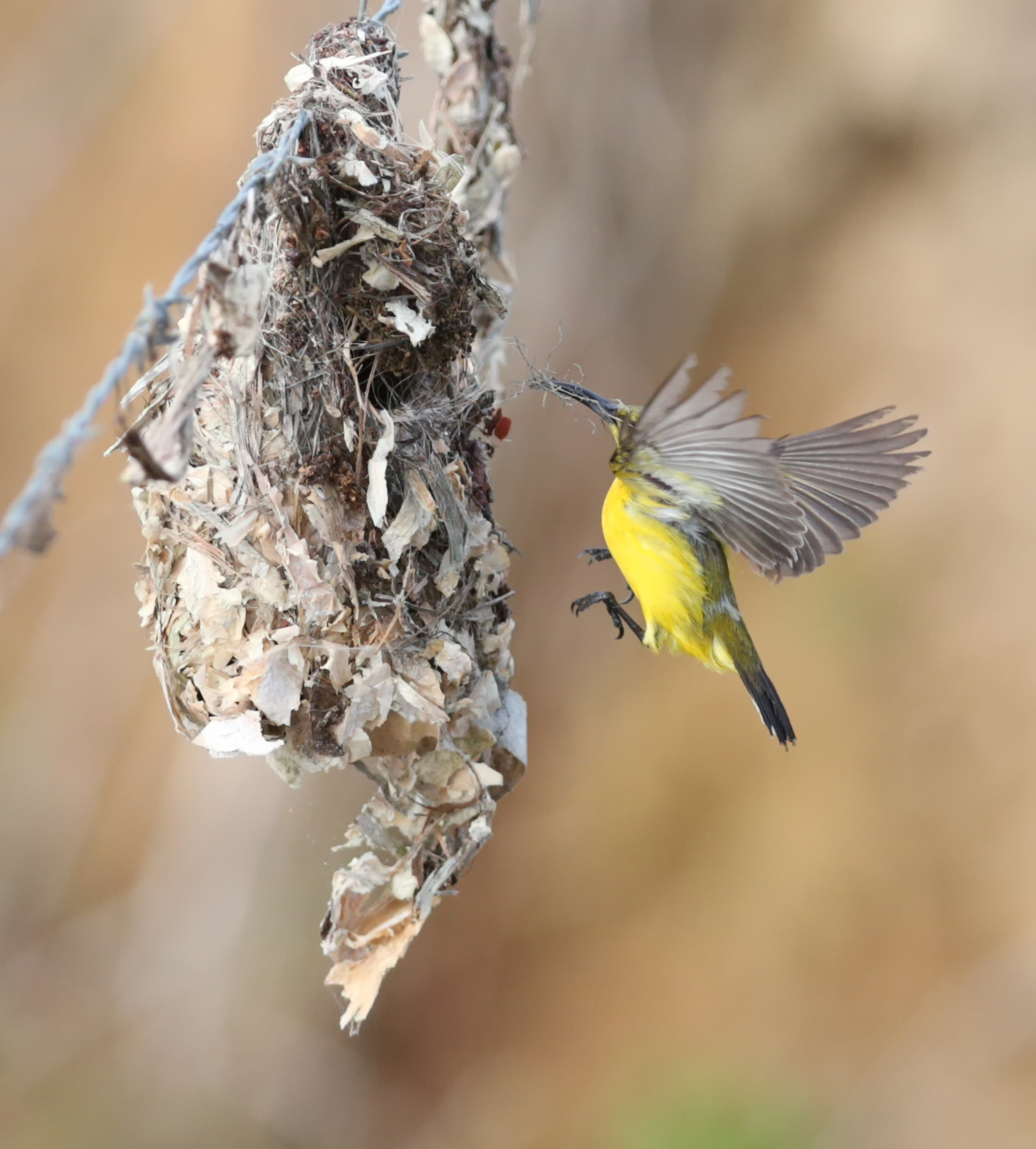
巣をつくっている雌

開けた低地から標高1,700mにかけて生息する。もともと多雨林の林縁、水辺の植物地帯、沿岸の低木地、ユーカリ林、マングローブ林などが生息場所であるキバラタイヨウチョウは、人にもうまく適応しており、農耕地や果樹園、公園のほか、今日かなり人口密度の高い地域にも一般的に生息し、人間の住居にさえ巣を形成する。

### 繁殖
本種は、北半球においては4月から8月に、南半球のオーストラリアでは8月から3月にかけて繁殖する。主に雌が、若木やつる植物、低い枝先、ときには家屋やベランダなどに、樹皮、草、葉、クモの巣などの破片を使って、入口に張り出した縁のあるフラスコ形で、下端部に素材を垂らした吊り巣をつくり、種子の綿毛や羽毛をそのなかに敷く。営巣後、雌は1-2個ないし3個（オーストラリアの平均1.95個）の、灰緑色に褐色の斑点のある卵を巣の広い端部に産む。卵の大きさは約17×12mmで、卵が孵るまでの13-15日間抱卵される。雌は抱卵中、日中に少しだけ巣を離れることがある。雛が孵化した後、雌雄ともに育雛し、約2-3週間後には巣立つ。
オーストラリアにおいては、フトハシテリカッコウ (Chrysococcyx russatus) による托卵が知られている。

## 亜種
21亜種に分類される。
- Cinnyris jugularis andamanicus (Hume, 1873) - アンダマン諸島。
- Cinnyris jugularis klossi (Richmond, 1902) - ニコバル諸島北部。
- Cinnyris jugularis proselius Oberholser, 1923 - カー・ニコバル島（英語版）。
- Cinnyris jugularis flammaxillaris (Blyth, 1845) - ミャンマー、タイ、カンボジア、マレー半島北部（マレーシアのペナン州にかけて）。
- Cinnyris jugularis ornatus Lesson, 1827 - マレー半島南部、スマトラ島、ボルネオ島、ジャワ島、小スンダ列島および周辺の島々。
- Cinnyris jugularis rhizophorae (Swinhoe, 1869) - 中国南部（雲南省南部、広西チワン族自治区、広東省、海南省）、ベトナム北部。
- Cinnyris jugularis polyclystus Oberholser, 1912 - エンガノ島（英語版）（スマトラ島の南西）。
- Cinnyris jugularis obscurior Ogilvie-Grant, 1894 - フィリピン北部（ルソン島北部）。
- Cinnyris jugularis jugularis (Linnaeus, 1766) - 基亜種。ルソン島南部およびフィリピン中・南部。
- Cinnyris jugularis aurora (Tweeddale, 1878) - フィリピンのブスアンガ島、クリオン、アグタヤ（英語版）、クーヨー（英語版）、カガヤン島、パラワン島、バラバク島。
- Cinnyris jugularis woodi (Mearns, 1909) - フィリピン南部のスールー諸島。
- Cinnyris jugularis plateni (W. Blasius, 1885) - インドネシアのスラウェシ島、タラウド諸島、スラヤール島（英語版）および周辺の島々。
- Cinnyris jugularis infrenatus Hartert, 1903 - トゥカンベシ諸島（英語版）（スラウェシ島の南東）。
- Cinnyris jugularis robustirostris (Mees, 1964) - バンガイ諸島、スラ諸島（英語版）（スラウェシ島の東）。
- Cinnyris jugularis frenatus (S. Muller, 1843) - インドネシアのモルッカ諸島北部、アルー諸島、西パプアの島々、ニューギニア島、オーストラリアのクイーンズランド州北東部。
- Cinnyris jugularis teysmanni Büttikofer, 1893 - インドネシアのタナジャンペア島 (Tanahjampea)、カラオ島 (Kalao)、ボネラテ島 (Bonerate)、カラオトア島 (Kalaotoa)、マドゥ島 (Madu)。
- Cinnyris jugularis buruensis Hartert, 1910 -モルッカ諸島南部のブル島。
- Cinnyris jugularis clementiae Lesson, 1827 - モルッカ諸島南部のセラム島、アンボン島および周辺の島々。
- Cinnyris jugularis keiensis Stresemann, 1913 - モルッカ諸島南部のカイ諸島（カイ・ケシル島（英語版）、カイ・ベサール島（英語版）、Ohimas など）。
- Cinnyris jugularis idenburgi Rand, 1940 - ニューギニア島北西部、セピク・ラム (Sepik Ramu)。
- Cinnyris jugularis flavigastra (Gould, 1843) - ビスマルク諸島、ソロモン諸島。

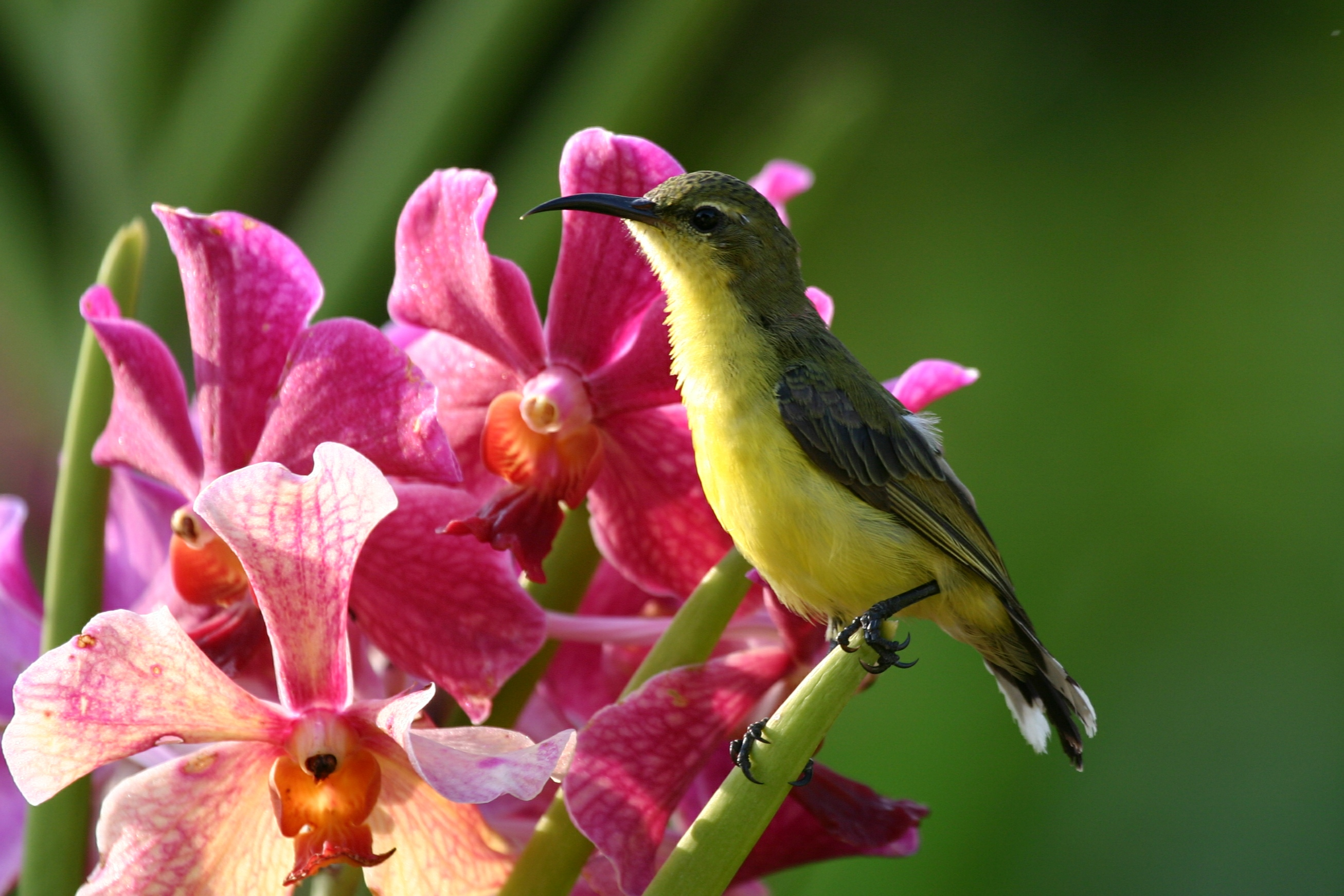
雌（フィリピン南部、北ダバオ州アイランドガーデン〈Island Garden City of Samal〉）
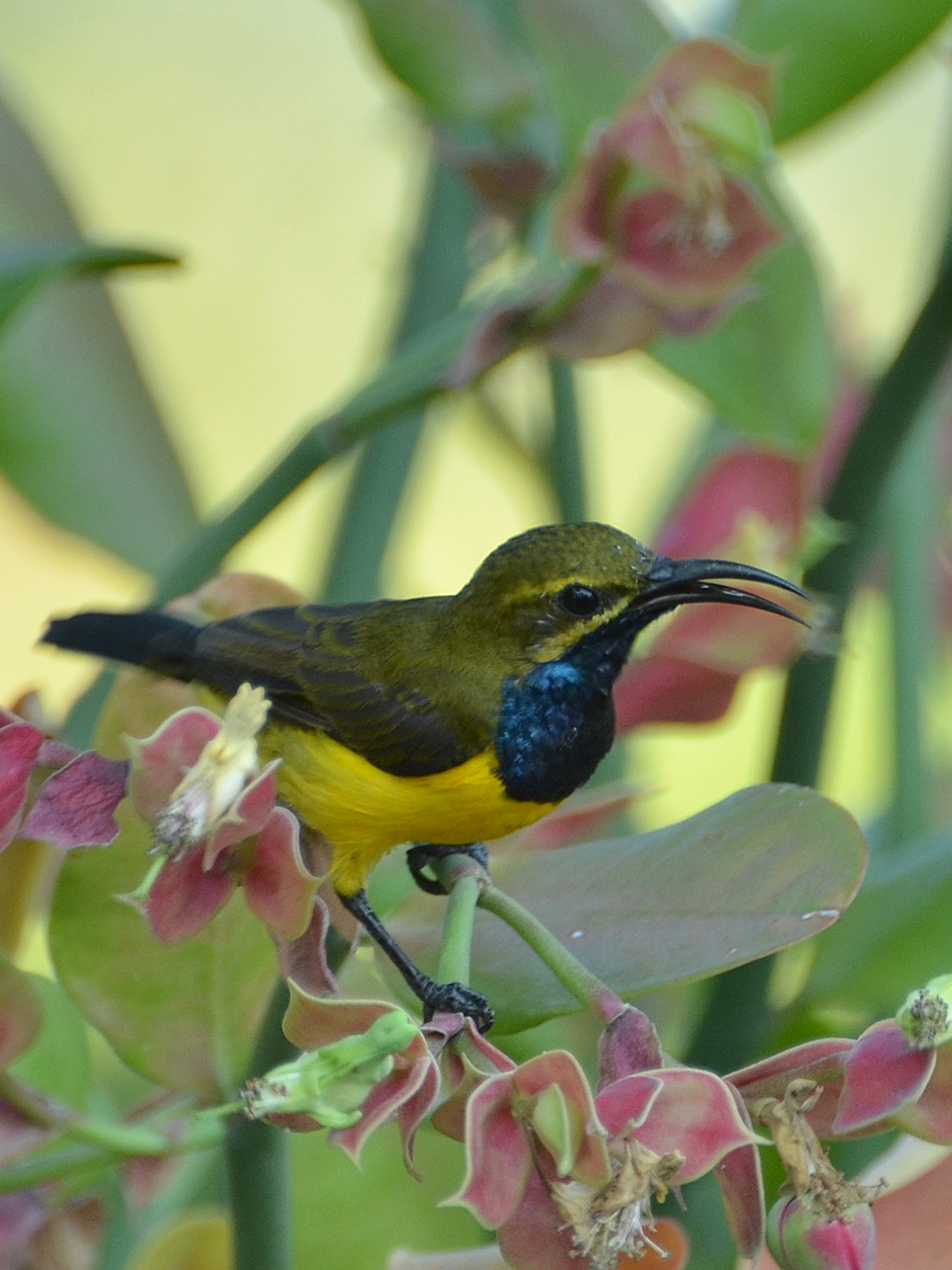
C. j. plateni 雄 （スラウェシ島、マナド）
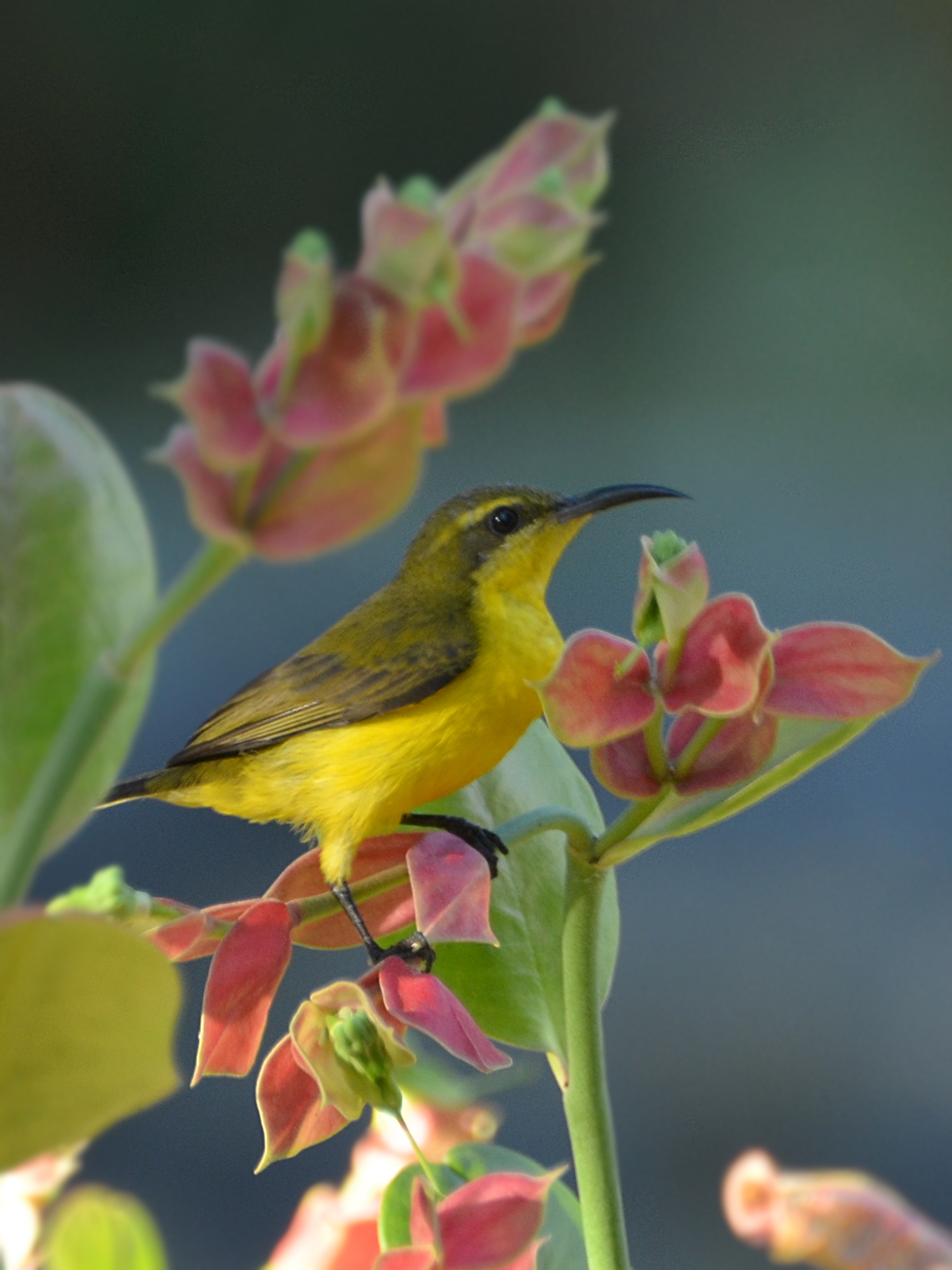
C. j. plateni 雌 （スラウェシ島、マナド）